# Miss Internacional 2000
Miss Internacional 2000 fue la 40.ª edición de Miss Internacional, cuya final se llevó a cabo en Koseinenkin Hall, Tokio, Japón el 4 de octubre de 2000. Candidatas de 56 países y territorios compitieron por el título. Al final del evento Paulina Gálvez, Miss Internacional 1999 de Colombia coronó a Vivian Urdaneta de Venezuela como su sucesora.

## Resultados
| Resultado               | Candidata |
| ----------------------- | --- |
| Miss Internacional 2000 | - Venezuela - Vivian Urdaneta |
| 1.ª finalista           | - Corea - Son Tae-young |
| 2.ª finalista           | - Rusia - Svetlana Goreva |
| Semifinalistas (Top 15) | - Canadá - Angeliki Lakouras - Colombia - Carolina Cruz - República Checa - Markéta Svobodná - India - Gayatri Anilkumar Joshi - República Eslovaca - Michaela Strahlová - Finlandia - Kati Nirkko - Japón - Kanako Shibata - Suecia - Gabrielle Heinerborg - Túnez - Ismahero Lahmar - México - Leticia Murray - Turquía - Hulya Karanlik - Ucrania - Yana Razumovska |

### Premios Especiales
- Mejor Traje Nacional:  Aruba - Carolina Francisca Albertsz
- Miss Simpatía:  Alemania - Doreen Adler
- Miss Fotogénica:  Corea -  Son Tae-young

## Relevancia histórica del Miss Internacional 2000
- Venezuela gana Miss Internacional por tercera vez.
- Corea obtiene el puesto de Primera Finalista por primera vez.
- Rusia obtiene el puesto de Segunda Finalista por primera vez.
- Colombia, Finlandia, Japón, República Checa, Rusia y Venezuela repiten clasificación a semifinales.
- Colombia clasifica por décimo año consecutivo.
- Venezuela clasifica por noveno año consecutivo.
- Japón clasifica por octavo año consecutivo.
- Finlandia y República Checa clasifican por tercer año consecutivo.
- Rusia clasifica por segundo año consecutivo.
- Corea, India y Túnez clasificaron por última vez en 1998.
- Turquía clasificó por última vez en 1997.
- Ucrania clasificó por última vez en 1996.
- Suecia clasificó por última vez en 1994.
- México clasificó por última vez en 1993.
- Canadá clasificó por última vez en 1971.
- Eslovaquia clasifica por primera vez a semifinales en la historia de Miss Internacional.
- Polonia rompe una racha de clasificaciones que mantenía desde 1997.
- España rompe una racha de clasificaciones que mantenía desde 1994.
- De Europa entraron siete representantes a la ronda de cuartos de final, transformándose este en el continente con más semifinalistas; no obstante, solo Rusia llegó a la final.
- Ninguna nación de Oceanía clasificó a la ronda de semifinales.

## Candidatas
56 candidatas de todo el mundo participaron en este certamen:
| - Alemania - Doreen Adler - Argentina - Natalia Cecilia Dalla Costa - Aruba - Carolina Fransisca Albertsz - Bolivia - Catherine Villarroel Márquez - Brasil - Maria Fernanda Schneider Schiavo - Canadá - Angeliki Lakouras - Chipre - Nikoletta Violari - Colombia - Carolina Cruz Osorio - Corea - Son Tae-young - Croacia - Ana Gruica - Curazao - Roselle Angèle Augusta - Egipto - Hagar Ahmed El Taher - España - Raquel González Rovira - Estados Unidos - Kirstin Anne Cook - Filipinas - Joanna Maria Mijares Peñaloza - Finlandia - Kati Hannele Nirkko - Francia - Tatiana Micheline Bouguer - Grecia - Dimitra Kitsiou - Guam - Liza Marie Leolini Camacho - Guatemala - Yazmin Alicia Di Maio Bocca - Hawái - Carly Makanani Ah Sing - Honduras - Alba Marcela Rubí Castellón - Hong Kong - Edith Ho-Wai Wong - India - Gayatri Anilkumar Joshi - Islandia - Anna Lilja Björnsdóttir - Israel - Dana Farkash - Japón - Kanako Shibata - Líbano - Sahar Mahmoud Al-Ghazzawi | - Macedonia del Norte - Sanja Nikolik - Malasia - Aida Stannis Kazum - Malta - Dominique Desira - México - Leticia "Letty" Judith Murray Acedo - Moldavia - Elena Andrej Ungureanu - Nepal - Uma Bogati - Nicaragua - Marynes Argüello César - Noruega - Frida Agnethe Jonson - Palaos - Eloisa Dilbodel Senior - Panamá - Cristina Marie Sousa Broce - Perú - Claudia Neyra - Polonia - Emilia Ewelina Raszynska - Portugal - Tânia Isabel Campanacho Ferreira - Puerto Rico - Rosiveliz Díaz Rodríguez - República Checa - Markéta Svobodná - República Eslovaca - Michaela Strählová - Rusia - Svetlana Victorovna Goreva - San Marino - Chiara Valentini - Singapur - Lorraine Mann Loo Koo - Sudáfrica - Irmari Steyl - Suecia - Gabrielle Elisabeth Heinerborg - Tahití - Hinarai Leboucher - Tailandia - Phongkajorn Sareeyawat - Taiwán - Chiang Hsin-Ting - Togo - Pamela Agnélé Gunn - Túnez - Ismahero Lahmar - Turquía - Hulya Karanlik - Ucrania - Yana Anatoliyivna Razumovska - Venezuela - Vivian Inés Urdaneta Rincón |

### Suplencias
- Marynes Argüello (Nicaragua) tomó el lugar de Lissette Blandón, de 23 años de edad, quien fuese la entonces reina titular de dicho país por exceder el requisito máximo de edad que exigía la organización.

### No concretaron su participación
- Reino Unido - Nicola Jane Willoughby
- Letonia - Inga Alspire
- Paraguay - Maria Leticia Álvarez
- República Dominicana - Evanna Marting
- Trinidad y Tobago - Alana Selby